# Кот-д'Ареј
Кот-д'Ареј (фр. Côtes-d'Arey) насеље је и општина у источној Француској у региону Рона-Алпи, у департману Изер која припада префектури Вјен.
По подацима из 2011. године у општини је живело 1948 становника, а густина насељености је износила 80,13 становника/km². Општина се простире на површини од 24,31 km². Налази се на средњој надморској висини од 296 метара (максималној 409 m, а минималној 217 m).

## Демографија
| 1962. | 1968. | 1975. | 1982. | 1990. | 1999. | 2011. |
| ----- | ----- | ----- | ----- | ----- | ----- | ----- |
| 632   | 639   | 709   | 1.059 | 1.214 | 1.551 | 1.948 |

График промене броја становника у току последњих година